# Польоти смерті
Польоти смерті (ісп. Vuelos de la muerte; англ. Death flights) — форма позасудової розправи над противниками військового режиму в Аргентині під час «брудної війни» в 70-х роках. Перед «польотом смерті» людину за допомогою барбітуратів вводили в несвідомий стан. Потім скидали з борту літака або вертольота у воду — ріку Ла-Плата чи Атлантичний океан. Деякі подробиці цих розправ стали відомі від колишнього офіцера ВМС Аргентини Адольфо Силінга, в 2005 році засудженого в Іспанії до 640 років тюремного ув'язнення. Силінг брав участь в двох «польотах смерті», жертвами яких стали 30 осіб. За його свідченнями, в 1977—1978 роках було проведено 180—200 «польотів смерті». Події відтворені в художньому фільмі «Гараж „Олімпо“».
Подібна форма розправи до цього практикувалася французькими військами в період Алжирської війни (під час «Битви за Алжир» у 1957 році). Жертв називали «креветками Біґерда» (за ім'ям одного з командувачів десанту). Після цього вона активно застосовувалася талібами під час громадянської війни в Афганістані, тільки в цьому випадку жертва скидалася прямо на землю і при вдалому збігу обставин могла залишитися в живих.
Існують також твердження про те, що випадки скидання полонених солдатів противника з вертольота мали місце у військах США та їх союзників у часи В'єтнамської війни. Це відтворено в художньому фільмі «Блакитний грім» і австралійському телесеріалі «В'єтнам, до запитання».
12 березня 2016 року Інтерпол, через Національну поліцію Колумбії заарештував Хуана Карлоса Франсіско Боссі в місті Медельїн. Також відомий як «Ель-лікар», Боссі приписують польоти смерті під час «брудної війни» і насильницьке зникнення більше 30 000 чоловік. Після арешту Боссі зізнався колумбійській владі у відповідальністі за загибель 6000 осіб.

## Мадагаскар
В часи Національно-визвольного повстання на Мадагаскарі 1947 року в Манандзарі 18 жінок та групу ув'язнених викинуто з літака.

## Заїр
В часи правління Мобуту, нез'ясована кількість людей страчена через скидання з вертольота в р. Заїр або о. Каполове.